# Enclos paroissial de Pencran
L'enclos paroissial de Pencran est un enclos paroissial situé dans la commune de Pencran (Finistère, Bretagne). Il inclut l'église Notre-Dame de Pencran, une sacristie, deux calvaires et un ossuaire. L'église et l'ensemble sont classés au titre des monuments historiques en 1990.

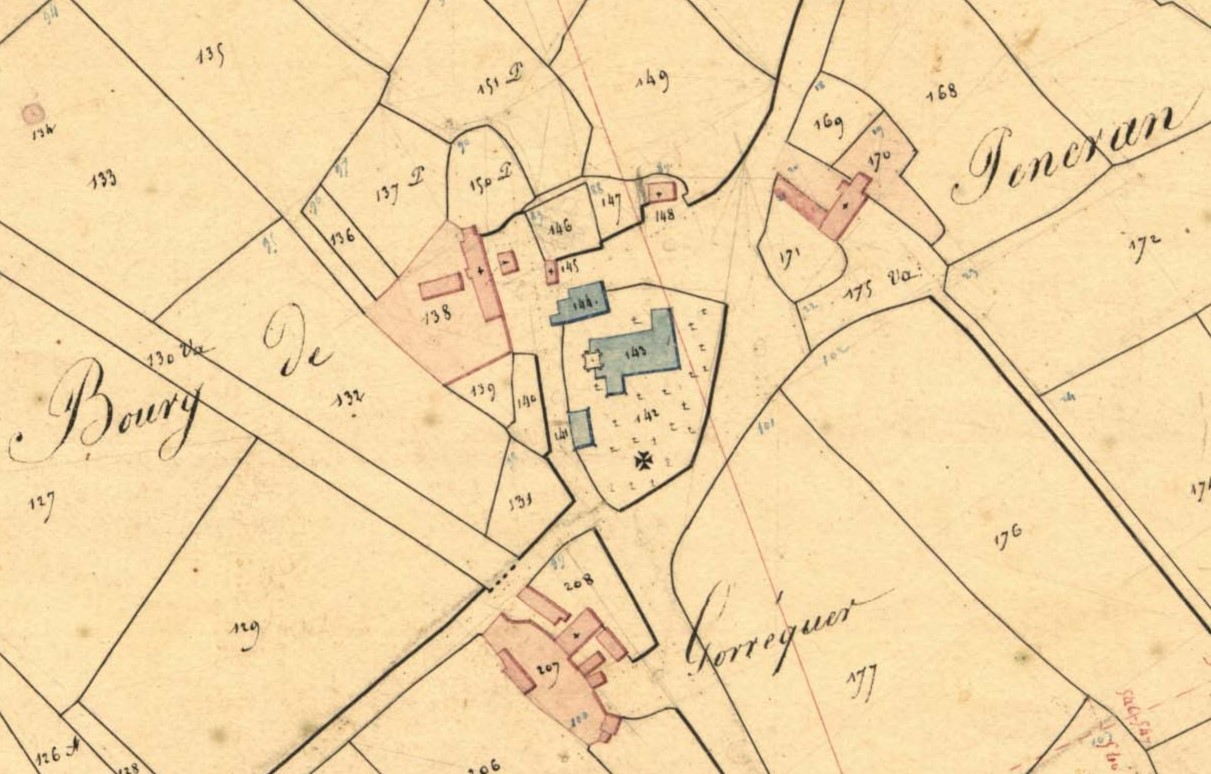
Plan de l'enclos en 1828. L'ossuaire, au sud-ouest est alors occupé par la mairie.

## Galerie

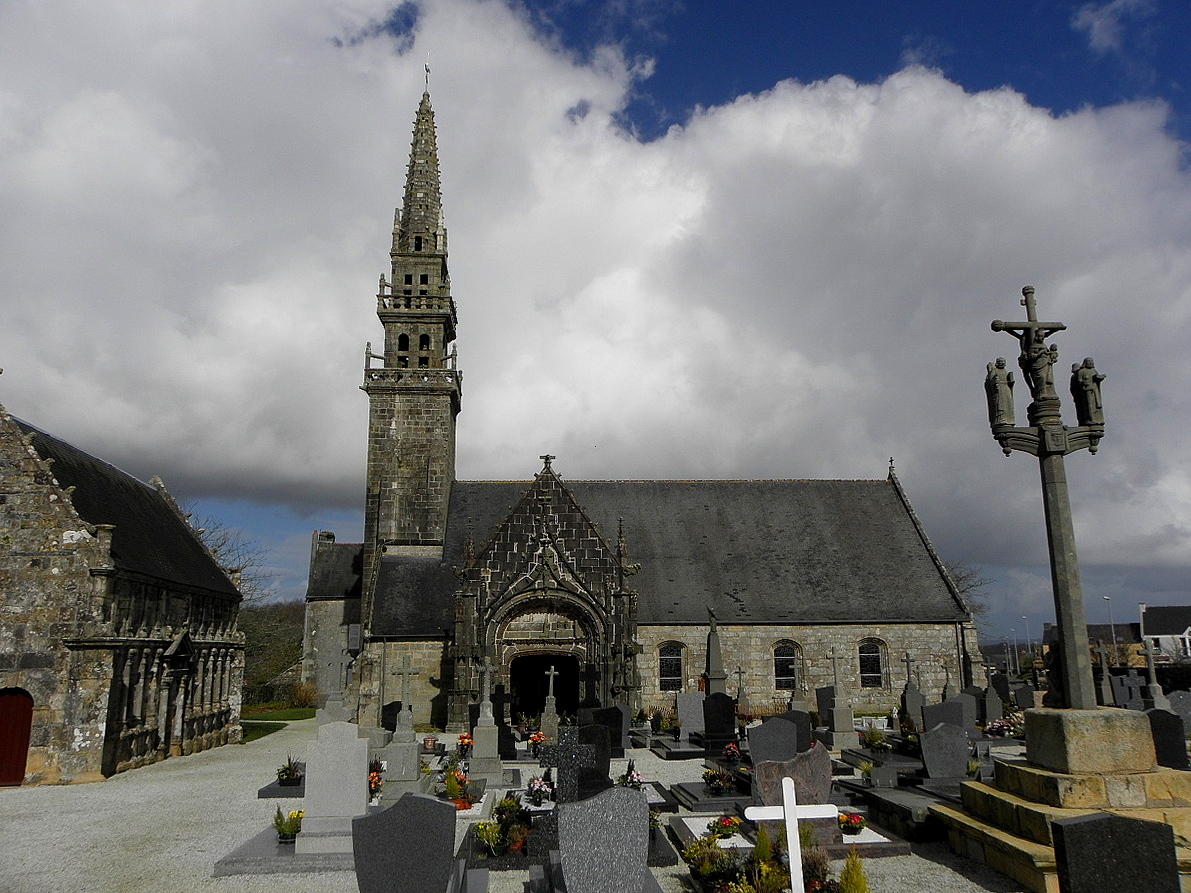
Eglise et calvaire sud.
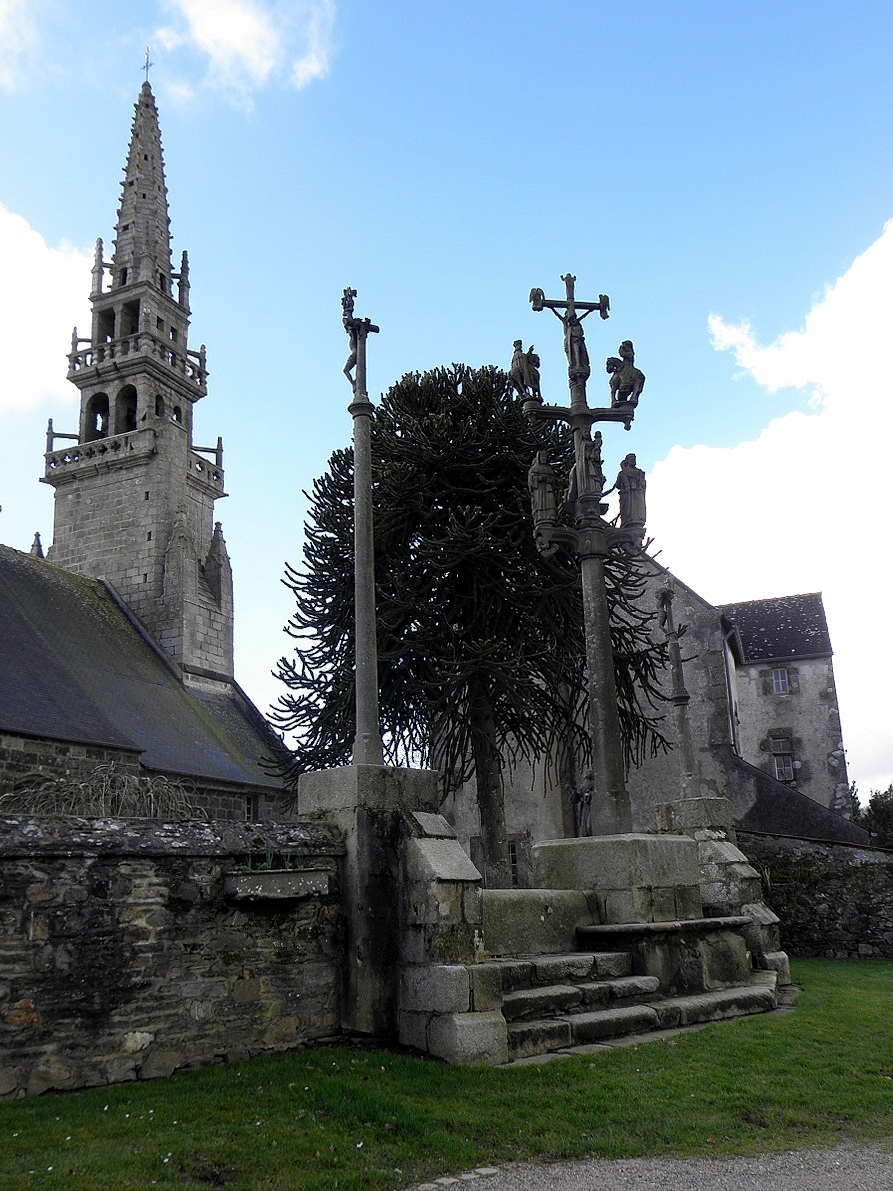
Eglise et calvaire nord.
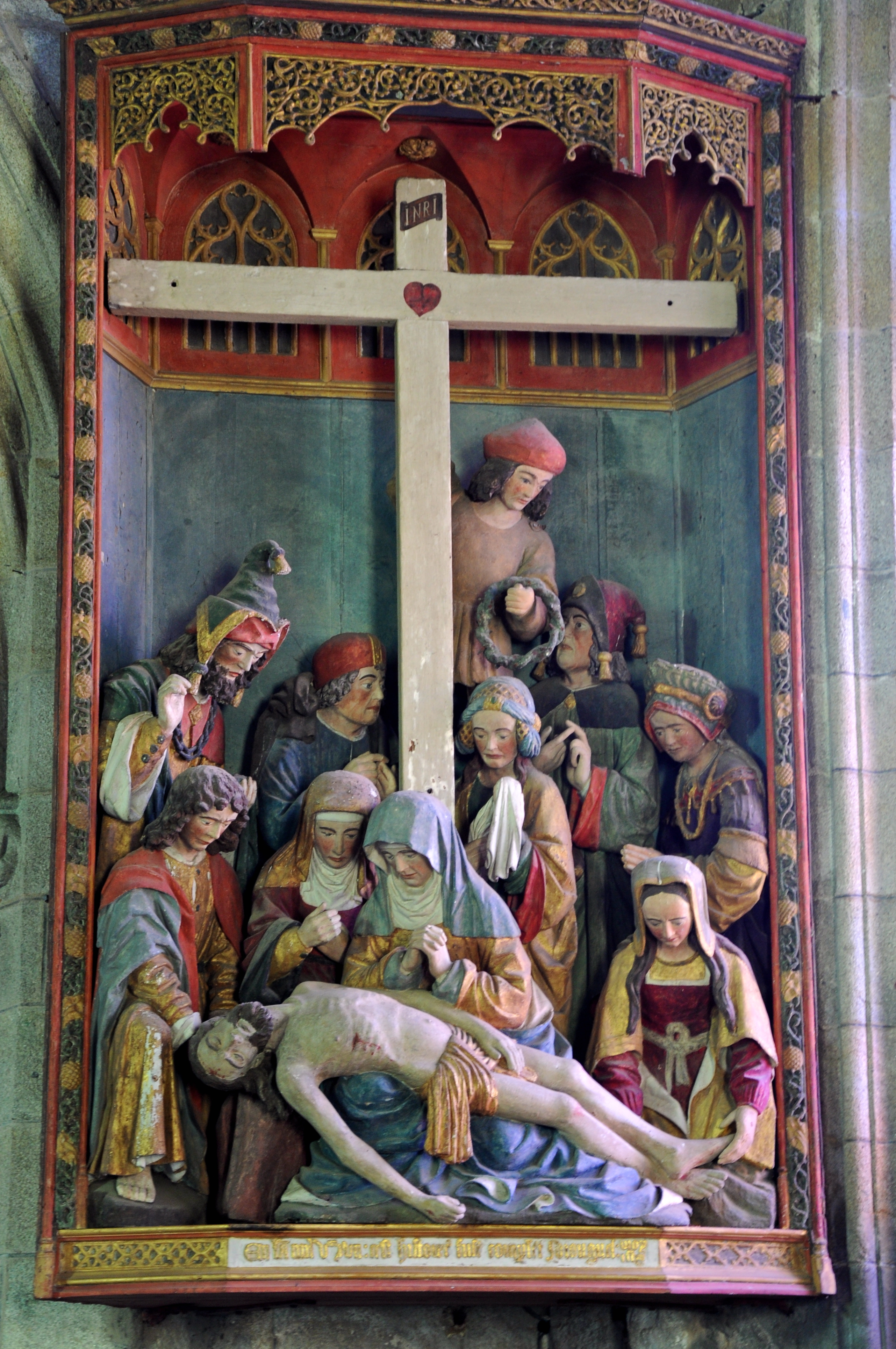
Descente de croix.
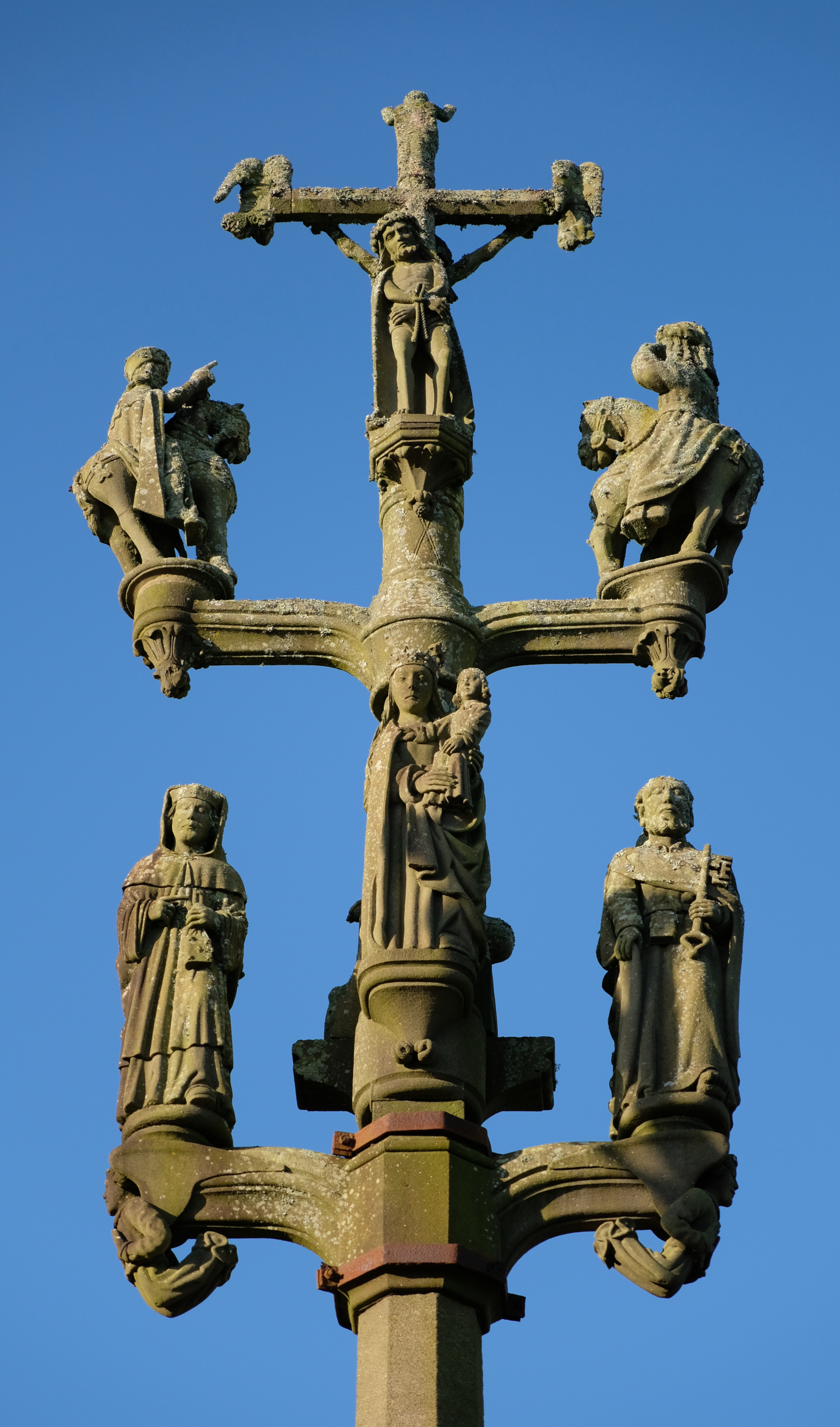
Détail du calvaire nord.
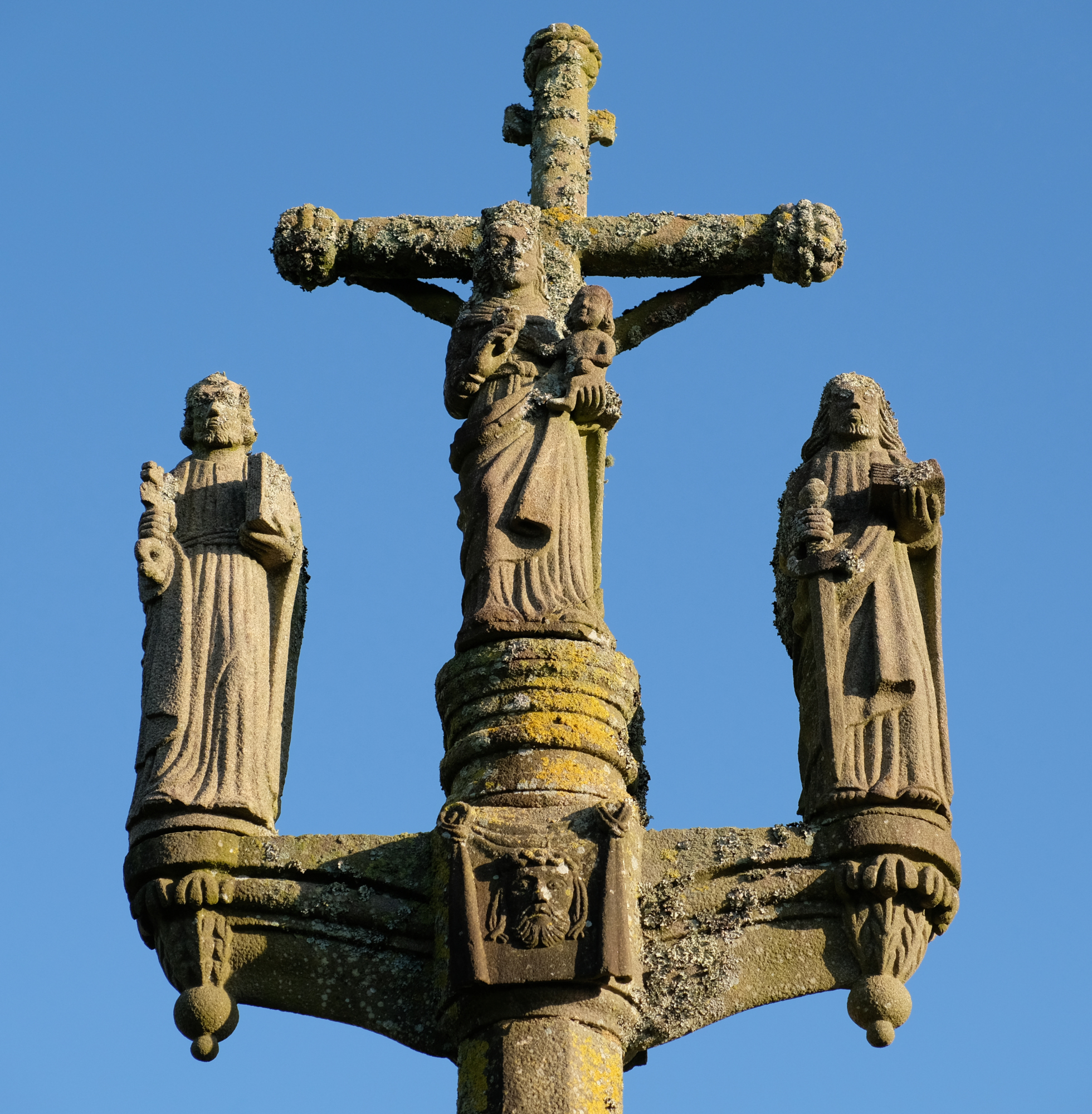
Détail du calvaire sud.
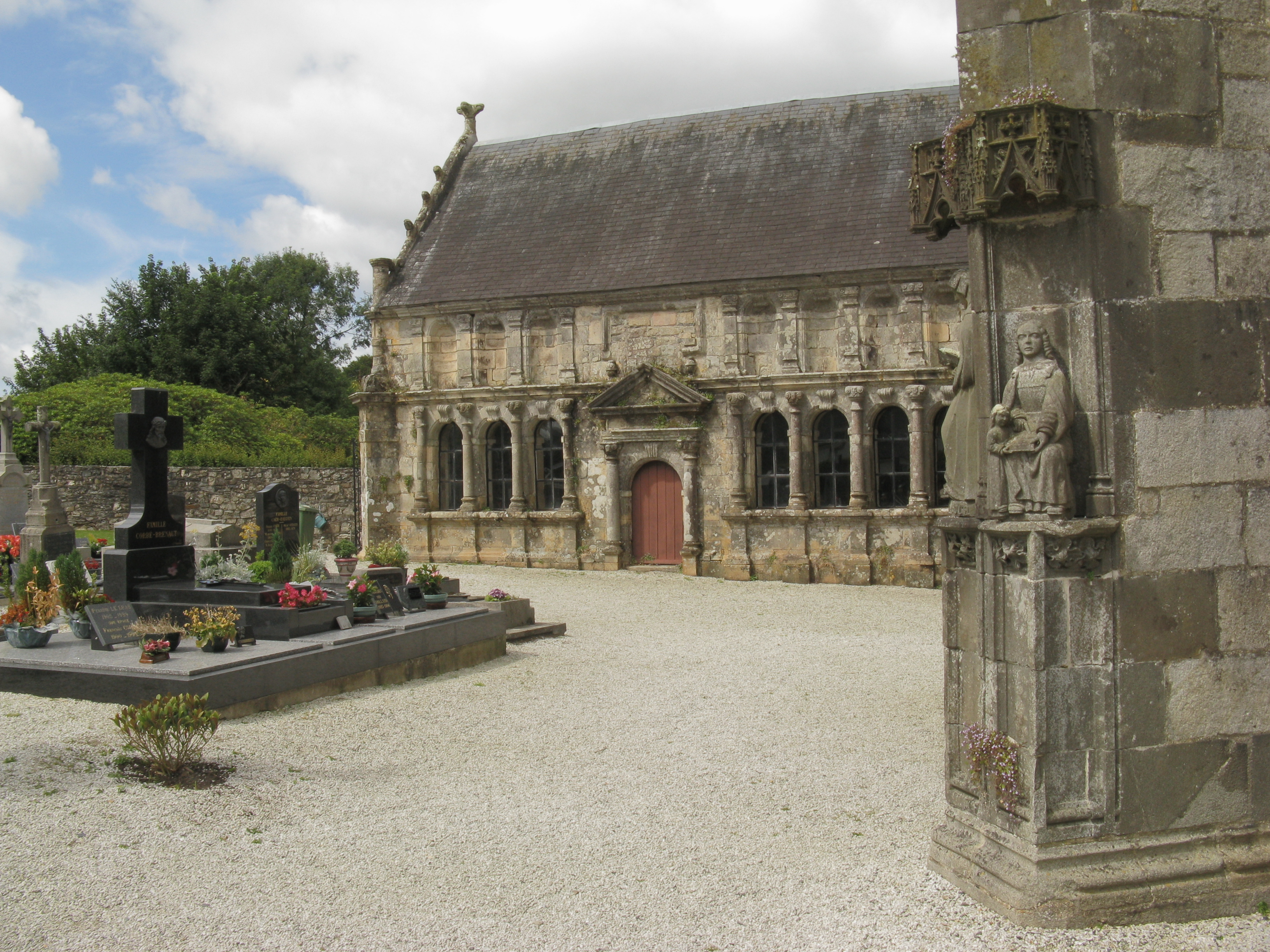
Ossuaire.
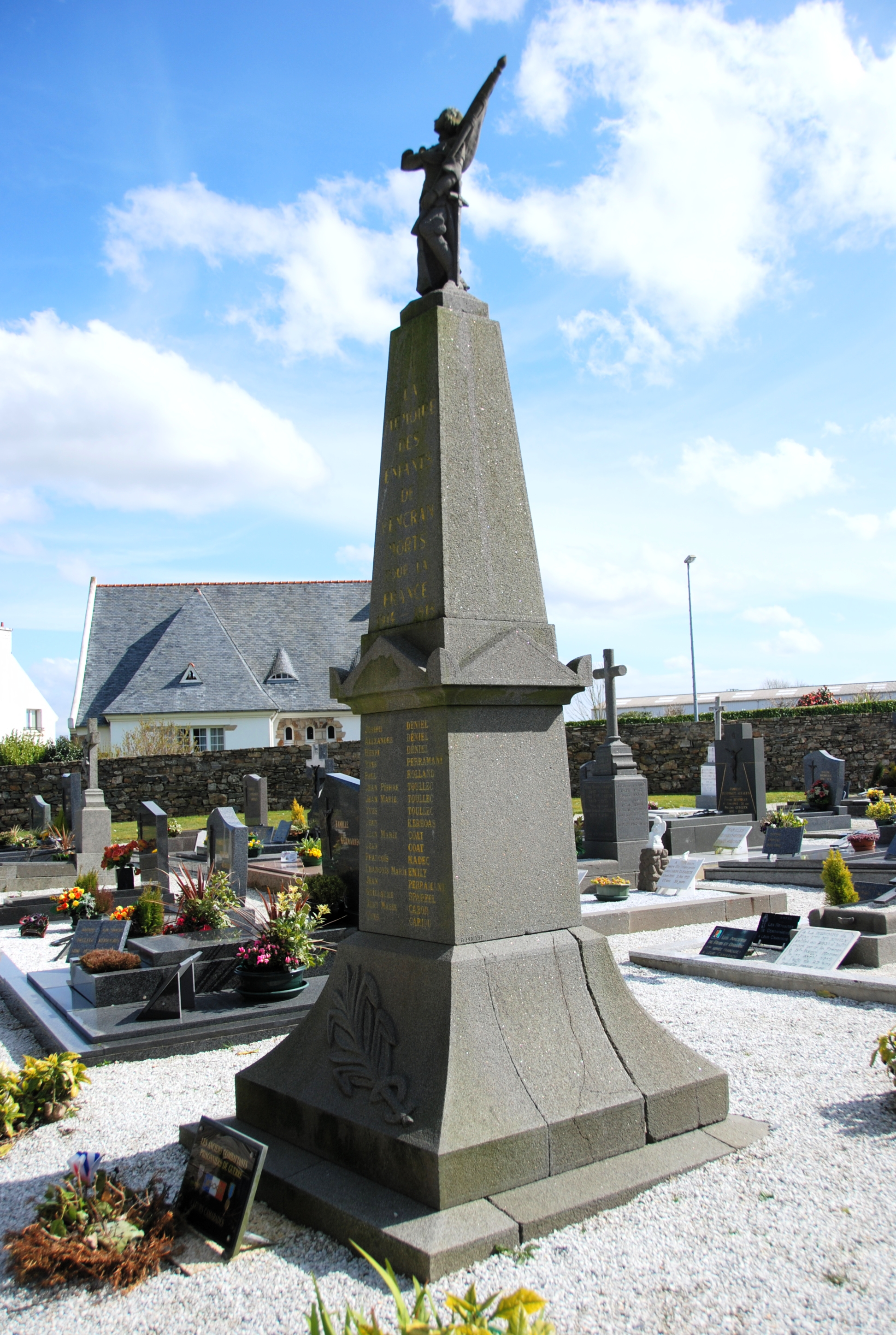
Monument aux morts.